# Luční bouda
Luční bouda (německy Wiesenbaude) je horský hotel v Krkonoších, na Bílé louce na levém břehu Bílého Labe nedaleko západně pod Úpským rašeliništěm, prameništěm Bílého Labe i Úpy, v nadmořské výšce 1410 m, vzdušnou čarou asi 1,2 km severovýchodně od vrcholu Luční hory (1556 m n. m.) a 1 km severozápadně od vrcholu Studniční hory (1555 m n. m.). Hlavní přístupová cesta vede z Pece pod Sněžkou, v jejímž katastru hotel stojí. Původně však pozemky hotelu náležely do katastrálního území Špindlerův Mlýn.
Luční bouda, která v různých obměnách existuje asi od 17. století, je nejstarší horskou chatou na hřebenech Krkonoš a jednou z největších v Evropě. Dnešní podoba pochází z let 1939–1940 a zaujímá 5600 m² zastavěné plochy, od té doby však prošla dalšími rekonstrukcemi.
Majitelkou boudy je Klára Sovová, která v roce 2018 neúspěšně kandidovala do Senátu v doplňovacích volbách.

## Historie

### Dřívější podoby
Luční bouda je nejstarší chatou na hřebenech Krkonoš. V místech Luční boudy bylo již v roce 1625 hospodářské stavení (jednoduchý úkryt pro poutníky) při Slezské cestě, obchodní stezce z Čech do Slezska. Při přestavbě zařízení mlýnského kola v roce 1869 byl objeven základní kámen s letopočtem 1623. Během historie několikrát vyhořela a byla vždy znovu obnovena a rozšířena. Postupně se stala významným hospodářským, obchodním, badatelským a turistickým střediskem. Známými majiteli byli Rennerové. Zdrojem obživy byl chov dobytka, sklizeň sena z okolních luk, později i turistická návštěvnost daná blízkostí Sněžky. Zdejší specialitou byl horský bylinný sýr.

Roku 1914 byla dokončena nová velká bouda se 120 (?) pokoji a několika noclehárnami. Po Mnichovské dohodě Luční i nedaleká Rennerova bouda 2. října 1938 vyhořely.

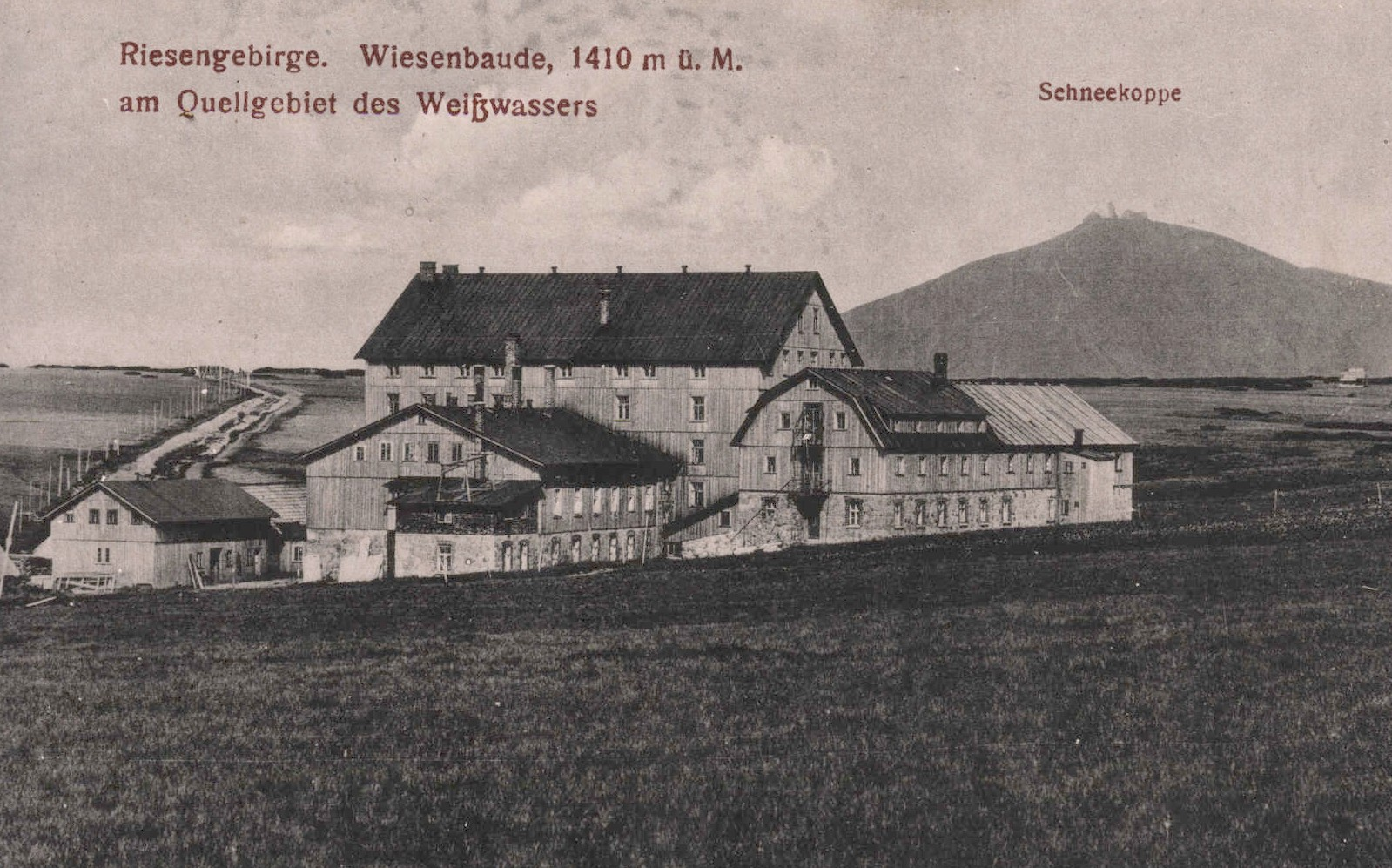
Luční bouda okolo roku 1920
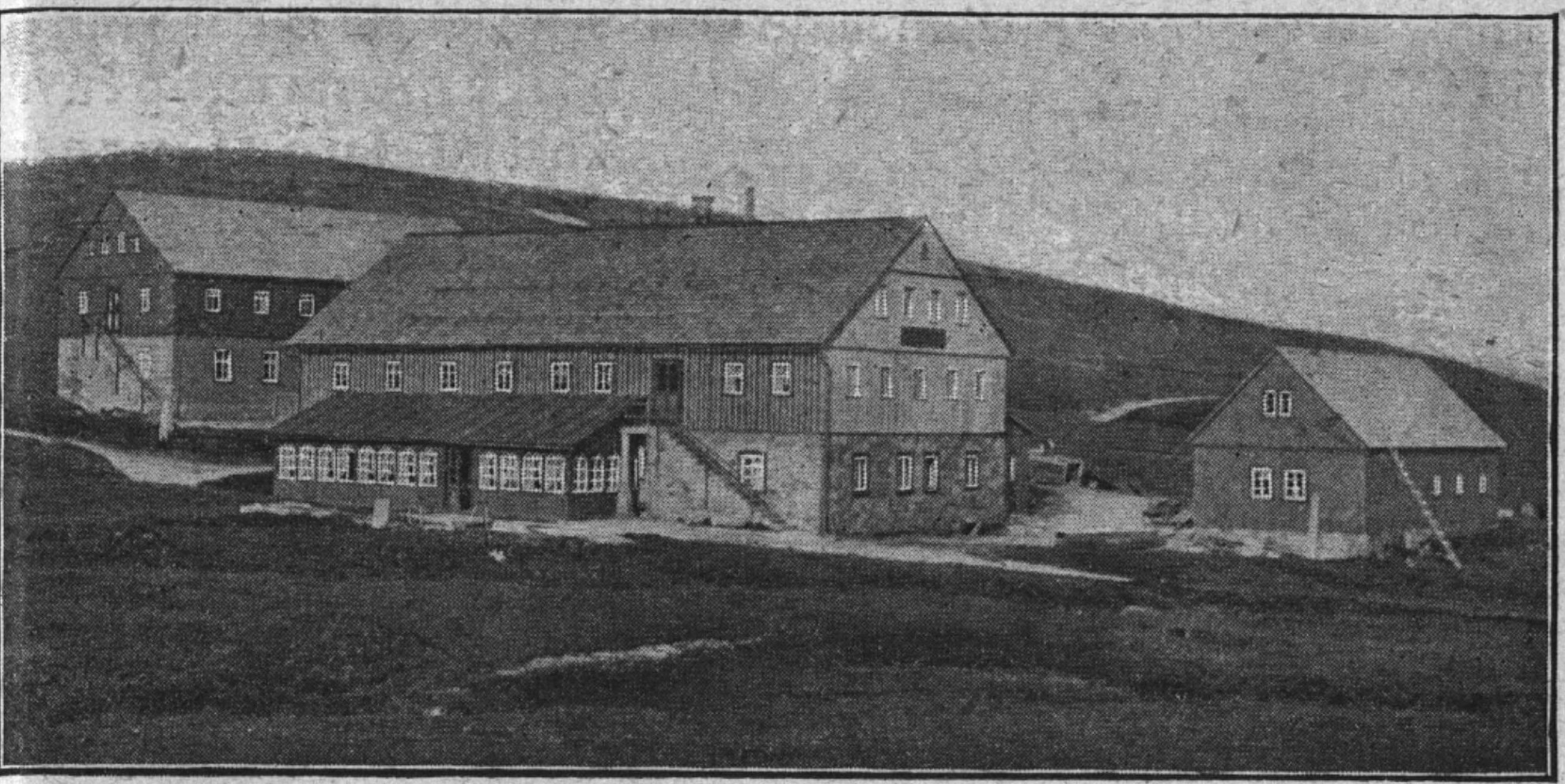
Luční bouda okolo roku 1921

### Podoba z let 1939–1940

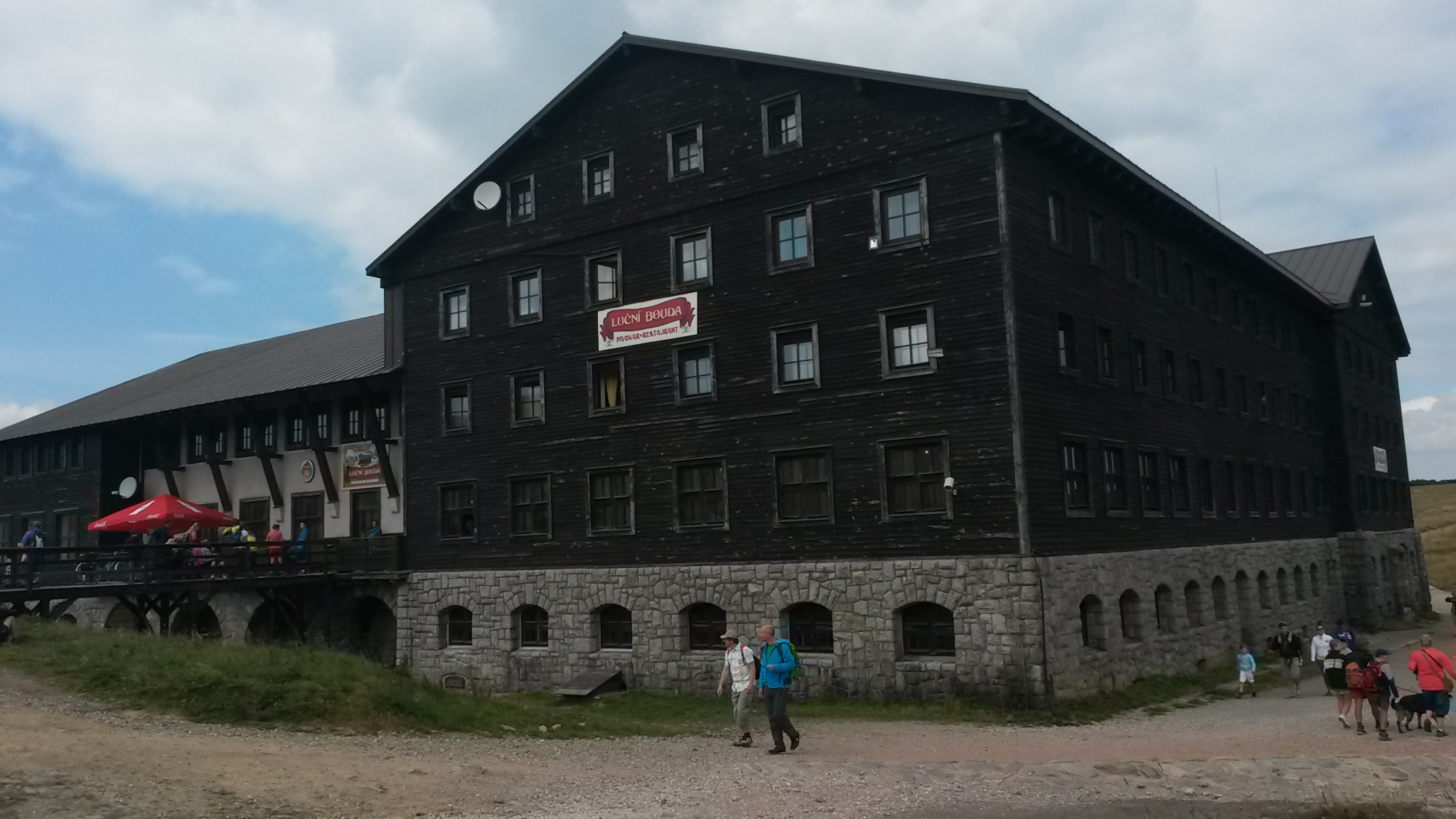
Luční bouda 2015. Základ dnešní podoby pochází z let 1939–1940.

Za 2. světové války chatu obnovil německý wehrmacht a využíval ji pro školení leteckých radistek. Postavena však byla jen menší část z plánovaného rozsahu, menší než předválečná chata. Existuje nepodložená hypotéza, že Němci měli v úmyslu přebudovat Luční boudu do tvaru hákového kříže, což se nakonec nerealizovalo. Po válce chatu využívala československá armáda. Později chatu převzal Československý svaz tělesné výchovy a po roce 1990 připadla Klubu českých turistů.
V roce 1993 chatu odkoupila od Klubu českých turistů firma CDH Chrastava a následně ji včetně pozemku za necelých 48 milionů korun zastavila Investiční a poštovní bance. V říjnu 2002 byla bouda nabízena v rámci konkursního řízení k prodeji za 12 milionů Kč (s očištěním od závazků), přičemž bylo známo, že výjimka pro vypouštění nedostatečně vyčištěných odpadních vod, platná do konce roku 2002, nebude prodloužena. Živiny z odpadních vod způsobovaly růst řas v Bílém Labi a tím přežívání nepůvodních živočichů a rostlin. Obec Pec pod Sněžkou měla sice na čističku přislíbenou státní dotaci, ale nepodařilo se převést na obec část objektu, kde měla být čistička umístěna. Chata byla zamořena plísněmi, kvůli nimž byla z objektu odstraněna expozice ze sbírek geologa, polárníka a horolezce Josefa Sekyry. Koncem roku 2002 se psalo o možném zániku boudy.

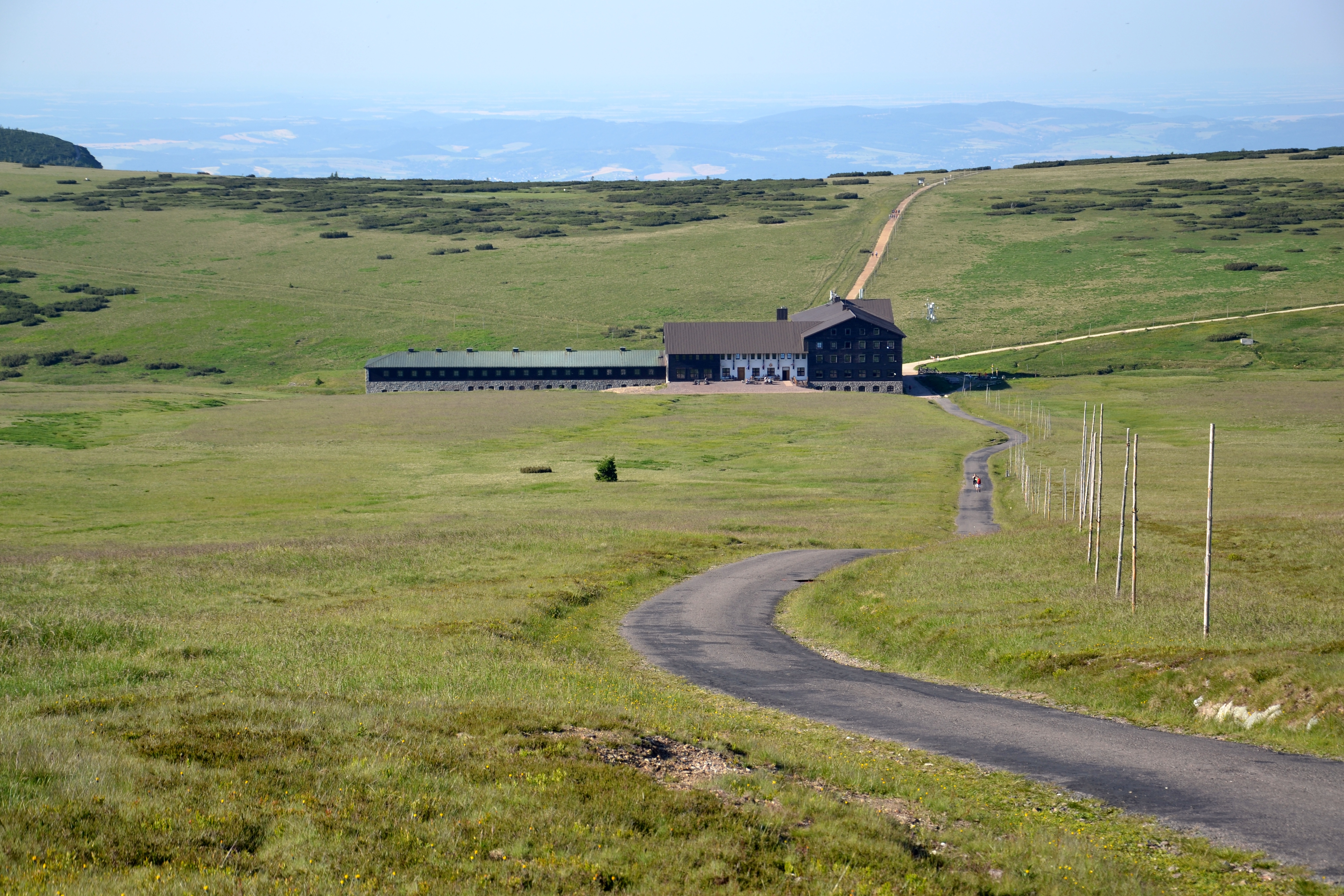
Luční Boudy od Památníku obětem hor

Od listopadu 2002 byla chata uzavřena, čímž i horská služba přišla o své jediné stálé zimní hřebenové stanoviště. V roce 2003 byl vyhlášen konkurs na tehdejšího majitele Luční boudy, firmu CDH Leas. Správce konkursní podstaty Petr Tandler stanovil minimální cenu 5 milionů Kč. Správa KRNAP sice měla o koupi zájem, ale vzhledem k nutnosti objekt za desítky milionů zrekonstruovat, nedokázala nabídnout ani tuto minimální částku.
Za 10,5 milionů Kč boudu koupila společnost AEZZ z Prahy, která ji opravila a 19. června 2004 její hlavní část zprovoznila. Počet lůžek hodlala následně zvýšit z 50 asi na trojnásobek (mapa KČT udává kapacitu 330 lůžek).
Majitel pořádá na chatě klubové koncerty a jiné kulturní akce. Byl opakovaně pokutován za porušení podmínek přepravy návštěvníků. Koncem roku 2005 po koncertě skupiny Mig 21 26. listopadu 2005, který navštívilo asi 150 lidí, a Borůvkovém country bálu bylo zjištěno poškození kleče a tundrových trávníků od pásů rolby při necitlivém frézování, za což Správa KRNAP udělila pokutu 250 000 Kč a ministerstvo životního prostředí ji v odvolacím řízení potvrdilo. (Kosodřevina byla v Krkonoších uměle vysázená po velkých povodních na přelomu 19. a 20. století.) V březnu 2007 byla za podobný delikt udělena další pokuta. Asi 500 návštěvníků koncertů se sdružilo do Klubu přátel Luční boudy a jako vstupenka na koncerty údajně slouží jejich tajný pozdrav. V sobotu 29. března 2008 zde Divadlo Járy Cimrmana provedlo divadelní hru Dobytí severního pólu. V březnu 2008 byl zprovozněn on-line webový přenos z kamery na Luční boudě.
V květnu 2008 Ministerstvo životního prostředí ČR oznámilo, že posuzuje nabídku vlastníka na prodej Luční boudy do státního vlastnictví. Ministerstvo zvažovalo, že by ji přebudovalo na středisko ekologické výchovy.
Od roku 2012 se v prostorách hotelu nachází minipivovar s pivními lázněmi, kde se vaří značka piva Paroháč. Jedná se o nejvýše položený pivovar ve střední Evropě.
Dne 29. října 2017 zde byla díky orkánu Herwart naměřena rychlost větru 182 km/h.

## Turistický přístup

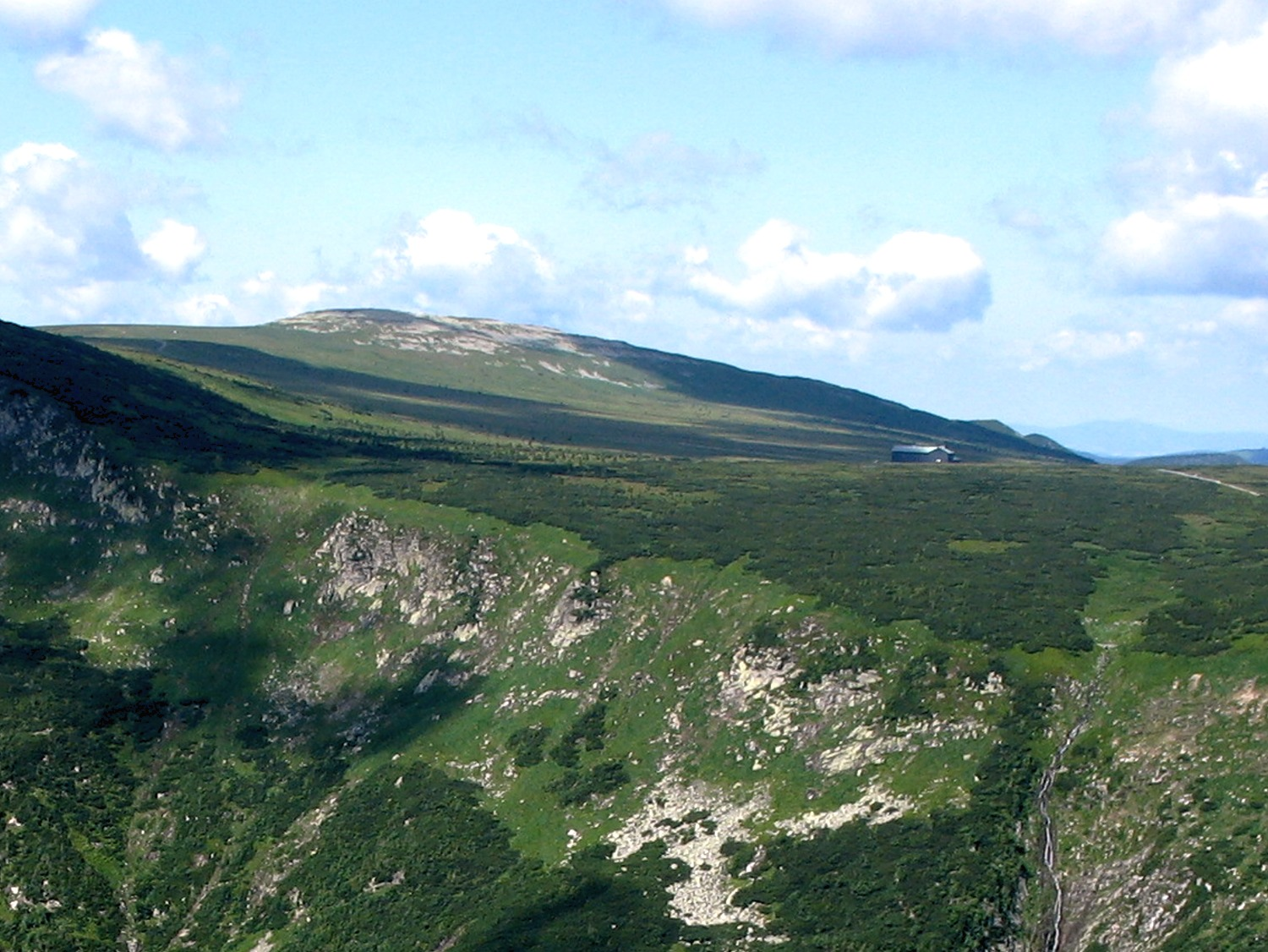
Luční hora a Luční bouda v pohledu ze Sněžky.

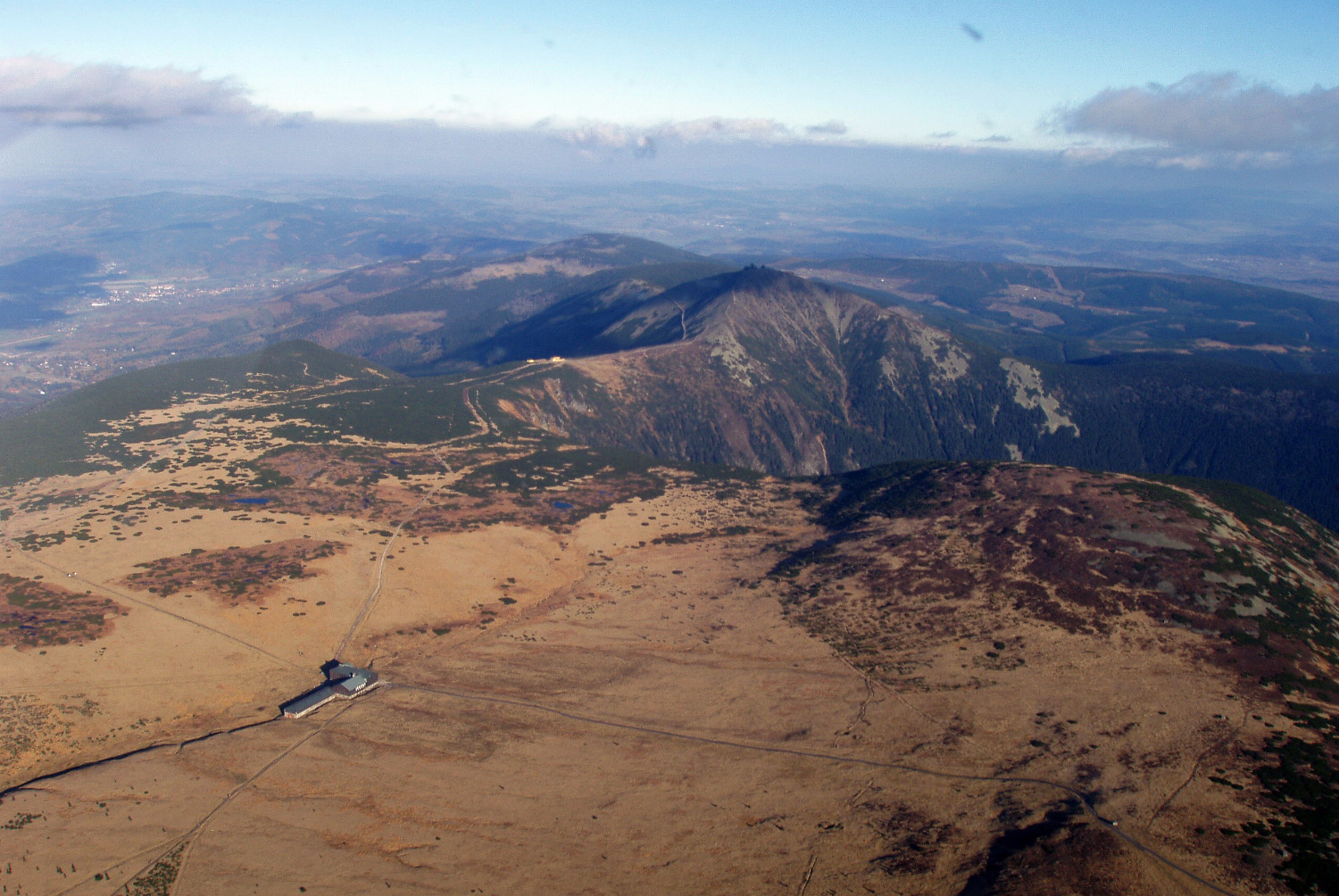
Luční bouda, Úpské rašeliniště, Studniční hora (vpravo) a Sněžka (v pozadí).

Na severoseverovýchod vede od Luční boudy (přes česko-polský tzv. turistický hraniční přechod Luční bouda – Równia pod Śnieżką, nacházející se asi 0,5 km od Luční boudy) žlutě značená spojka (7378, délka 0,8 km) k hřebenové červeně značené pohraniční stezce (české č. 0401), která v tomto úseku vede územím Polska. Kolem Luční boudy dále vede modře značená trasa (1804 a 1801) od západu ze Špindlerova Mlýna údolím Bílého Labe (10,5 km), od Luční boudy pokračuje dále na východ k bývalé Obří boudě pod Sněžkou (č. 1801) a na jih do Pece pod Sněžkou (č. 1812) (9,5 km). Ze Špindlerova Mlýna k Luční boudě vede též červeně značená trasa (0402) ze Špindlerova Mlýna přes vrchol Krakonoš (1422 m n. m.) (7,5 km), od Luční boudy pokračuje (pod č. 0406) na jihozápad k Vrchlabí (18 km). Přímo na severozápad vede cesta po Stříbrném návrší, která však není turisticky značená. Na polskou stranu je nejbližší přístup k městu Karpacz.

Přístup pro cyklisty byl zakázán do července 2008, poté byl zkušebně povolen na jeden rok s následným tříletým prodloužením. Povolení se týká asfaltové cesty od Výrovky.

Němá značka Luční boudy

Příjezdová cesta pro obslužná vozidla (s přísně regulovaným provozem) vede z Pece pod Sněžkou na severozápad po Širokém hřbetu kolem Richterových bud k Výrovce (po zelené pěší značce) a pak na severovýchod sedlem mezi Luční a Studniční horou (po červené pěší značce). V Modrém (též Lučním) sedle je Památník obětem hor – kaplička zasvěcená obětem hor a na cestě k ní tzv. Rennerův kříž, připomínající smrt majitele Luční boudy Jakuba Rennera při sněhové bouři 11. dubna 1868. Na příjezdové cestě bývají až osmimetrové závěje.
V červnu 2025 byla uzavřena pro kolemjdoucí.